# François Chabrey
Cet article court présente un sujet plus développé dans : Marcel-Georges Prêtre et Marc Waeber.
François Chabrey est un pseudonyme collectif utilisé par les auteurs de romans policiers et d'espionnage Marcel-Georges Prêtre et Marc Waeber pour signer des romans publiés dans les collections Espionnage et Spécial Police des éditions Fleuve noir de la fin des années 1960 au début des années 1980.

## Œuvre

### Dans la collection Spécial Police
- Appel à Steve Kennedy , Fleuve noir, coll. « Spécial Police » no 791, 1970
- Deux cadavres pour Reginald, Fleuve noir, coll. « Spécial Police » no 913, 1971
- Mort d'un aristocrate, Fleuve noir, coll. « Spécial Police » no 974, 1972
- Culpabilité compensée, Fleuve noir, coll. « Spécial Police » no 1000, 1972
- Peinture au sang, Fleuve noir, coll. « Spécial Police » no 1663, 1981
- La Poupée du diable, Fleuve noir, coll. « Spécial Police » no 1705, 1982
- Cadavres à l'assurance , Fleuve noir, coll. « Spécial Police » no 1720, 1982

### Dans la collection Espionnage
- La Vingt-cinquième image, Paris, Fleuve noir, coll. « Espionnage » no 638, 1967
- Détruisez l'original !, Paris, Fleuve noir, coll. « Espionnage » no 652, 1967
- Un appât nommé Howard, Paris, Fleuve noir, coll. « Espionnage » no 681, 1968
- Le Sang lourd , Paris, Fleuve noir, coll. « Espionnage » no 697, 1968
- Matt à Palma, Paris, Fleuve noir, coll. « Espionnage » no 729, 1969
- Échec à Matt, Paris, Fleuve noir, coll. « Espionnage » no 745, 1969
- Une peau pour Matt, Paris, Fleuve noir, coll. « Espionnage » no 783, 1970
- Matt à bord, Paris, Fleuve noir, coll. « Espionnage » no 809, 1970
- Matt malmène Mao, Paris, Fleuve noir, coll. « Espionnage » no 824, 1970
- Matt contre "Faucons", Paris, Fleuve noir, coll. « Espionnage » no 837, 1970
- Shalom, Monsieur Matt, Paris, Fleuve noir, coll. « Espionnage » no 860, 1971
- Matt au Mali, Paris, Fleuve noir, coll. « Espionnage » no 871, 1971
- Une valse pour Matt, Paris, Fleuve noir, coll. « Espionnage » no 896, 1971
- Nançay R.A. 12 appelle Matt, Paris, Fleuve noir, coll. « Espionnage » no 906, 1971
- Une hirondelle pour Matt, Paris, Fleuve noir, coll. « Espionnage » no 934, 1971
- Mach 2 pour Matt, Paris, Fleuve noir, coll. « Espionnage » no 950, 1972
- Matt et le Satellite, Paris, Fleuve noir, coll. « Espionnage » no 968, 1972
- Matt réveille le coq, Paris, Fleuve noir, coll. « Espionnage » no 984, 1972
- Matt flambe à Caracas, Paris, Fleuve noir, coll. « Espionnage » no 1025, 1973
- Matt fonce dans le noir, Paris, Fleuve noir, coll. « Espionnage » no 1038, 1973
- Matt attaque Germania-E, Paris, Fleuve noir, coll. « Espionnage » no 1048, 1973
- Une tornade pour Matt, Paris, Fleuve noir, coll. « Espionnage » no 1058, 1973
- Matt sur le toit du monde, Paris, Fleuve noir, coll. « Espionnage » no 1070, 1973
- Nul n'échappe à Matt, Paris, Fleuve noir, coll. « Espionnage » no 1077, 1974
- Matt et l'Honorable Correspondant, Paris, Fleuve noir, coll. « Espionnage » no 1089, 1974
- Matt frappe à Cuba, Paris, Fleuve noir, coll. « Espionnage » no 1105, 1974
- Électroniquement vôtre, Matt, Paris, Fleuve noir, coll. « Espionnage » no 1119, 1974
- Du feu, Matt ?, Paris, Fleuve noir, coll. « Espionnage » no 1129, 1974
- Matt et le Canard laqué, Paris, Fleuve noir, coll. « Espionnage » no 1142, 1974
- Matt lutte en Suisse, Paris, Fleuve noir, coll. « Espionnage » no 1156, 1974
- Matt et l'Ostpolitik, Paris, Fleuve noir, coll. « Espionnage » no 1167, 1974
- "Torpédos" contre Matt, Paris, Fleuve noir, coll. « Espionnage » no 1179, 1975
- Matt coiffe Panama, Paris, Fleuve noir, coll. « Espionnage » no 1182, 1975
- Matt gèle en Alaska, Paris, Fleuve noir, coll. « Espionnage » no 1189, 1975
- Matt perd la face, Paris, Fleuve noir, coll. « Espionnage » no 1209, 1975
- Matt salue le Bosphore, Paris, Fleuve noir, coll. « Espionnage » no 1218, 1975
- Matt piège Piotr, Paris, Fleuve noir, coll. « Espionnage » no 1235, 1976
- Matt mate l'atome, Paris, Fleuve noir, coll. « Espionnage » no 1238, 1976
- Matt détruit Marty, Paris, Fleuve noir, coll. « Espionnage » no 1254, 1976
- Matt frappe au "Golden Gate", Paris, Fleuve noir, coll. « Espionnage » no 1265, 1976
- Compte à rebours pour Matt, Paris, Fleuve noir, coll. « Espionnage » no 1279, 1976
- Matt suit "le Pape", Paris, Fleuve noir, coll. « Espionnage » no 1283, 1976
- Matt confond la "Bundeswehr", Paris, Fleuve noir, coll. « Espionnage » no 1293, 1976
- Matt court-circuite l'O.U.A., Paris, Fleuve noir, coll. « Espionnage » no 1312, 1977
- Matt retrouve ses ancêtres, Paris, Fleuve noir, coll. « Espionnage » no 1322, 1977
- Matt rôde en Rhodésie, Paris, Fleuve noir, coll. « Espionnage » no 1329, 1977
- Matt à mort, Paris, Fleuve noir, coll. « Espionnage » no 1342, 1977
- Matt à tout va, Paris, Fleuve noir, coll. « Espionnage » no 1353, 1977
- Matt retrouve "Tomcat", Paris, Fleuve noir, coll. « Espionnage » no 1368, 1977
- Matt attise le volcan, Paris, Fleuve noir, coll. « Espionnage » no 1386, 1977
- Matt et la Guerre dans l'espace, Paris, Fleuve noir, coll. « Espionnage » no 1400, 1978
- Matt rencontre Matt, Paris, Fleuve noir, coll. « Espionnage » no 1406, 1978
- Matt opère à Cheyenne, Paris, Fleuve noir, coll. « Espionnage » no 1419, 1978
- Matt domine Zeus, Paris, Fleuve noir, coll. « Espionnage » no 1426, 1978
- Matt rompt la glace, Paris, Fleuve noir, coll. « Espionnage » no 1436, 1978
- Matt découvre l'étalon, Paris, Fleuve noir, coll. « Espionnage » no 1454, 1978
- Matt et l'Uranium volant, Paris, Fleuve noir, coll. « Espionnage » no 1468, 1979
- Matt vole Concorde, Paris, Fleuve noir, coll. « Espionnage » no 1478, 1979
- Matt est brillant, Paris, Fleuve noir, coll. « Espionnage » no 1494, 1979
- Matt retient le glaive, Paris, Fleuve noir, coll. « Espionnage » no 1508, 1979
- Une empreinte vocale pour Matt, Paris, Fleuve noir, coll. « Espionnage » no 1513, 1980
- Matt traque "Osirak", Paris, Fleuve noir, coll. « Espionnage » no 1531, 1980
- Matt perd la tête, Paris, Fleuve noir, coll. « Espionnage » no 1541, 1980
- Matt et la Cybernétique, Paris, Fleuve noir, coll. « Espionnage » no 1547, 1980
- Matt cabale à Kaboul, Paris, Fleuve noir, coll. « Espionnage » no 1553, 1980
- Matt et le taxi 33, Paris, Fleuve noir, coll. « Espionnage » no 1559, 1980
- Le K.G.B. avec Matt, Paris, Fleuve noir, coll. « Espionnage » no 1572, 1981
- Matt en or massif, Paris, Fleuve noir, coll. « Espionnage » no 1579, 1981
- Matt et l'Avion fantôme, Paris, Fleuve noir, coll. « Espionnage » no 1593, 1981
- Matt se recycle, Paris, Fleuve noir, coll. « Espionnage » no 1599, 1981
- T'as l'bonjour de Matt, Paris, Fleuve noir, coll. « Espionnage » no 1613, 1981
- Matt et les Ordinateurs, Paris, Fleuve noir, coll. « Espionnage » no 1625, 1981
- Matt est verni, Paris, Fleuve noir, coll. « Espionnage » no 1635, 1982
- Matt aux Caraïbes, Paris, Fleuve noir, coll. « Espionnage » no 1643, 1982
- Matt au Brésil, Paris, Fleuve noir, coll. « Espionnage » no 1656, 1982
- Alors... Matt ?, Paris, Fleuve noir, coll. « Espionnage » no 1682, 1982
- Matt... adore, Paris, Fleuve noir, coll. « Espionnage » no 1692, 1983
- Un but pour Matt, Paris, Fleuve noir, coll. « Espionnage » no 1697, 1983
- Matt en prime, Paris, Fleuve noir, coll. « Espionnage » no 1702, 1983
- Smash pour Matt, Paris, Fleuve noir, coll. « Espionnage » no 1714, 1983
- Pétro-Dollars pour Matt, Paris, Fleuve noir, coll. « Espionnage » no 1742, 1983
- Un bulgare pour Matt, Paris, Fleuve noir, coll. « Espionnage » no 1747, 1983
- Matt et les Cahiers d'Hitler, Paris, Fleuve noir, coll. « Espionnage » no 1752, 1984
- Cosmos 1402 pour Matt, Paris, Fleuve noir, coll. « Espionnage » no 1757, 1984
- Des souris pour Matt, Paris, Fleuve noir, coll. « Espionnage » no 1767, 1984
- Matt et le Boeing coréen, Paris, Fleuve noir, coll. « Espionnage » no 1780, 1984
- Matt et la Puissance laser, Paris, Fleuve noir, coll. « Espionnage » no 1795, 1985
- Matt face à la parano, Paris, Fleuve noir, coll. « Espionnage » no 1808, 1985